# Nội các Kishida lần 2 (cải tổ lần 2)
Nội các Kishida lần 2 (cải tổ lần 2) được thành lập ngày 13 tháng 9 năm 2023 của Thủ tướng Kishida Fumio. Nội các một lần nữa là một liên minh giữa Đảng Dân chủ Tự do và Đảng Công minh từ sau tổng tuyển cử năm 2021.

## Tổng quan
Vào ngày 8 tháng 9 năm 2023, Kishida thông báo cho các thành viên đảng cầm quyền về ý định cải tổ nội các vào ngày 13 tháng 9 năm 2023.
Ngày 10 tháng 9 năm 2023, khi tham dự Hội nghị thượng đỉnh G20 lần thứ 18 tại New Delhi, Ấn Độ được tổ chức cùng năm, ông đã tổ chức họp báo trong và ngoài nước vào ngày 10 tháng 9. Kishida đã công bố chính sách "tiến hành cải tổ nội các và cải tổ các quan chức đảng vào ngày 13".
Tại cuộc họp báo được tổ chức tại Văn phòng Thủ tướng vào ngày 13 để đánh dấu buổi thành lập nội các mới được cải tổ, Kishida nói rằng nội các này là "nội các mang lại sức mạnh để thay đổi".
Bộ trưởng Kinh tế, Thương mại và Công nghiệp Nishimura Yasutoshi, đồng thời giữ chức vụ "Chịu trách nhiệm về Hợp tác kinh tế với Nga", do Nhật Bản đã áp đặt các biện pháp trừng phạt kinh tế đối với Nga để đáp trả về chiến tranh Nga-Ukraine, vì vậy Bộ trưởng Kinh tế, Thương mại và Công nghiệp, người chịu trách nhiệm trừng phạt kinh tế, đã thay đổi quan điểm, ngay cả trước khi cải tổ, cả đảng cầm quyền và phe đối lập đều đề nghị bãi bỏ chức vụ này vì nếu đồng thời giữ cùng một chức vụ sẽ mâu thuẫn, nhưng người ta đã quyết định rằng Nishimura, người vẫn giữ chức vụ này, sẽ tiếp tục giữ chức vụ này.

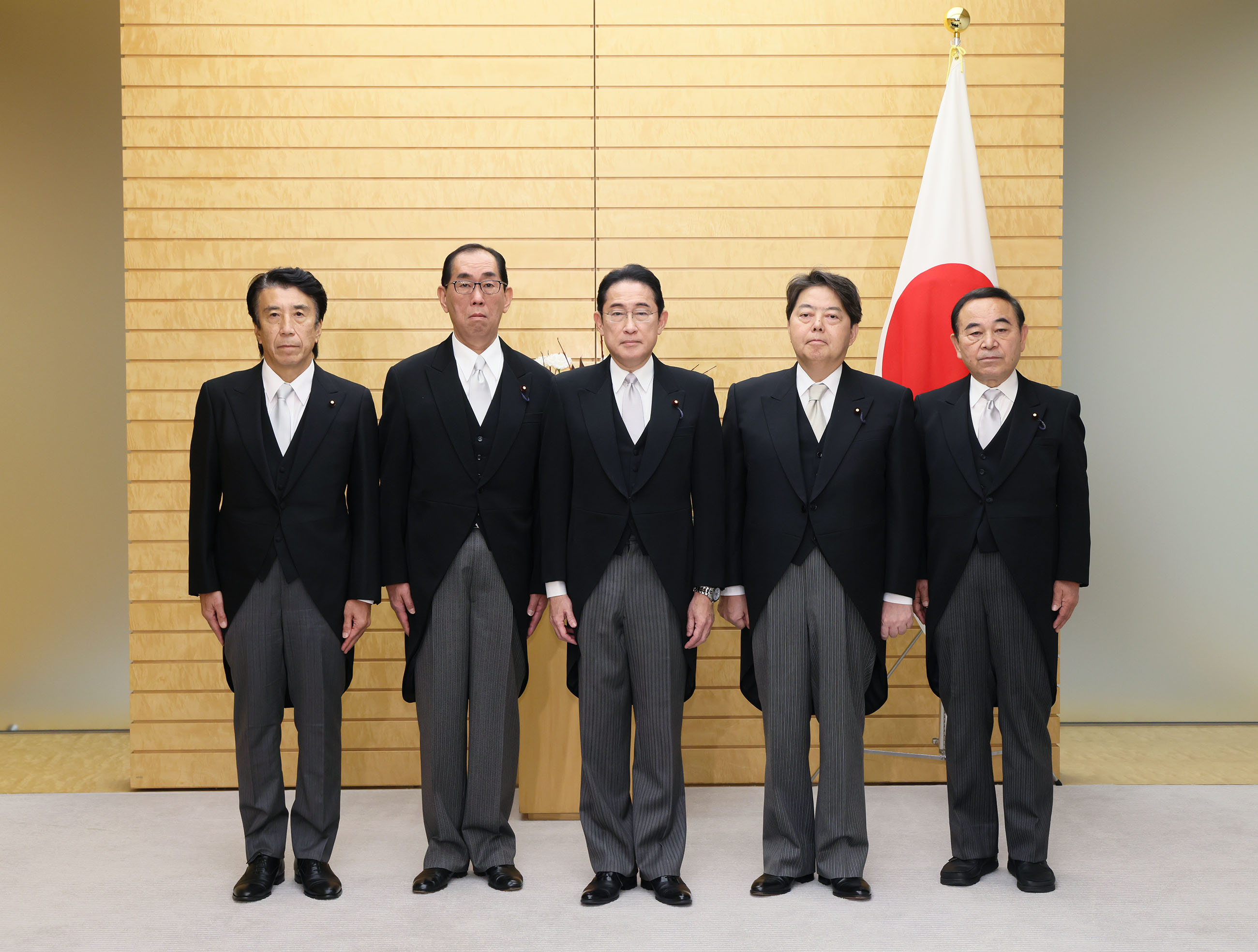
Thủ tướng Kishida (giữa) và 4 Bộ trưởng mới được bổ nhiệm thay thế 4 Bộ trưởng thuộc phái Abe trước đây, ngày 14 tháng 12 năm 2023.

Ngày 14 tháng 12 năm 2023, sau một loạt bê bối quỹ đen trong phái Abe bị phanh phui, KIshida đã sa thải toàn bộ các Bộ trưởng Nội các, Thứ trưởng và một số nhân vật trong trong Nội các thuộc phái Abe.

## Nhân sự Nội các
Đảng phải:
     Đảng Dân chủ Tự do (phái Kishida）
     Đảng Dân chủ Tự do (phái Motegi）
     Đảng Dân chủ Tự do (phái Asō）
     Đảng Dân chủ Tự do (phái Abe）
     Đảng Dân chủ Tự do (phái Nikai）
     Đảng Dân chủ Tự do (phái Moriyama）
     Đảng Dân chủ Tự do (Tanigaki G）
     Đảng Dân chủ Tự do (Ishiba G）
     Đảng Dân chủ Tự do (không phái）
     Đảng Công minh
     Bộ trung ương・không đảng

### Bộ trưởng Nhà nước
Bổ nhiệm ngày 13 tháng 9 năm 2023.
| Chức danh | Cá nhân             | Cá nhân | Xuất thân (đảng phải)                                         | Vấn đề đặc biệt | Ghi chú                                                    |
| --- | ------------------- | ------- | ------------------------------------------------------------- | --- | ---------------------------------------------------------- |
| Thủ tướng | Kishida Fumio       |         | Thành viên Chúng Nghị viện Đảng Dân chủ Tự do (phái Kishida)  | | Chủ tịch Đảng Dân chủ Tự do                                |
| Bô trưởng Nội vụ và Truyền thông | Suzuki Junji        |         | Thành viên Chúng Nghị viện Đảng Dân chủ Tự do (phái Abe)      | | Lần đầu tiên làm Bộ trưởng, thôi ngày 14 tháng 12 năm 2023 |
| Bô trưởng Nội vụ và Truyền thông | Matsumoto Takeaki   |         | Thành viên Chúng Nghị viện Đảng Dân chủ Tự do (phái Asō)      | | Trở lại làm Bộ trưởng từ ngày 14 tháng 12 năm 2023         |
| Bộ trưởng Tư pháp | Koizumi Ryuji       |         | Thành viên Chúng Nghị viện Đảng Dân chủ Tự do (phái Nikai)    | | Lần đầu tiên làm Bộ trưởng                                 |
| Bộ trưởng Ngoại giao | Kamikawa Yōko       |         | Thành viên Chúng Nghị viện Đảng Dân chủ Tự do (phái Kishida)  | | Trở lại làm Bộ trưởng                                      |
| Bộ trưởng Tài chính Bộ trưởng Nội các Đặc trách (Tài khoán) | Suzuki Shunichi     |         | Thành viên Chúng Nghị viện Đảng Dân chủ Tự do (phái Asō)      | Phụ trách khắc phục tình trạng giảm phát. | Tiếp tục làm Bộ trưởng                                     |
| Bộ trưởng Giáo dục, Văn hóa, Thể thao, Khoa học và Công nghệ | Moriyama Masahito   |         | Thành viên Chúng Nghị viện Đảng Dân chủ Tự do (phái Kishida)  | Phụ trách cải cách giáo dục Thành viên Ủy ban Điều phối và Liên lạc Thư viện Quốc hội                                                                                  | Lần đầu tiên làm Bộ trưởng                                 |
| Bộ trưởng Y tế, Lao động và Phúc lợi | Takemi Keizō        |         | Thành viên Tham Nghị viện Đảng Dân chủ Tự do (phái Asō)       | | Lần đầu tiên làm Bộ trưởng                                 |
| Bộ trưởng Nông nghiệp, Lâm nghiệp và Thủy sản | Miyashita Ichirō    |         | Thành viên Chúng Nghị viện Đảng Dân chủ Tự do (phái Abe)      | | Lần đầu tiên làm Bộ trưởng, thôi ngày 14 tháng 12 năm 2023 |
| Bộ trưởng Nông nghiệp, Lâm nghiệp và Thủy sản | Sakamoto Tetsushi   | ̉̉60px    | Thành viên Chúng Nghị viện Đảng Dân chủ Tự do (phái Moriyama) | | Trở lại làm Bộ trưởng từ ngày 14 tháng 12 năm 2023         |
| Bộ trưởng Kinh tế, Thương mại và Công nghệp Bộ trưởng Nội các Đặc trách (Phụ trách ứng phó với tác động kinh tế do tai nạn hạt nhân gây ra; về hỗ trợ bồi thường và giảm hoạt động Hạt nhân) | Nishimura Yasutoshi |         | Thành viên Chúng Nghị viện Đảng Dân chủ Tự do (phái Abe)      | Phụ trách năng lực cạnh tranh công nghiệp Hợp tác kinh tế Nga Hỗ trợ thiệt hại kinh tế hạt nhân Phụ trách thúc đẩy thi hành GX                                         | Tiếp tục giữ chức, thôi ngày 14 tháng 12 năm 2023          |
| Bộ trưởng Kinh tế, Thương mại và Công nghệp Bộ trưởng Nội các Đặc trách (Phụ trách ứng phó với tác động kinh tế do tai nạn hạt nhân gây ra; về hỗ trợ bồi thường và giảm hoạt động Hạt nhân) | Saitō Ken           |         | Thành viên Chúng Nghị viện Đảng Dân chủ Tự do (không phái)    | | Trở lại làm Bộ trưởng từ ngày 14 tháng 12 năm 2023         |
| Bộ trưởng Đất đai, Cơ sở hạ tầng, Giao thông và Du lịch | Saitō Tetsuo        |         | Thành viên Chúng Nghị viện Đảng Công minh                     | Phụ trách chính sách chu trình nước Triển lãm làm vườn quốc tế | Phó Chủ tịch Đảng Công minh Tiếp tục làm Bộ trưởng         |
| Bộ trưởng Môi trường Bộ trưởng Nội các Đặc trách (Phòng chống tai nạn hạt nhân) | Itō Shintarō        |         | Thành viên Chúng Nghị viện Đảng Dân chủ Tự do (phái Asō)      | | Lần đầu tiên làm Bộ trưởng                                 |
| Bộ trưởng Quốc phòng | Kihara Minoru       |         | Thành viên Chúng Nghị viện Đảng Dân chủ Tự do (phái Motegi)   | | Lần đầu tiên làm Bộ trưởng                                 |
| Chánh Văn phòng Nội các | Matsuno Hirokazu    |         | Thành viên Chúng Nghị viện Đảng Dân chủ Tự do (phái Abe)      | Bộ trưởng phụ trách giảm thiểu tác động của Quân đội Hoa Kỳ tại Okinawa Bộ trưởng phụ trách vấn đề bắt cóc                                                             | Tiếp tục làm Bộ trưởng, thôi ngày 14 tháng 12 năm 2023     |
| Chánh Văn phòng Nội các | Hayashi Yoshimasa   |         | Thành viên Chúng Nghị viện Đảng Dân chủ Tự do (phái Kishida)  | Bộ trưởng phụ trách giảm thiểu tác động của Quân đội Hoa Kỳ tại Okinawa Bộ trưởng phụ trách vấn đề bắt cóc                                                             | Trở lại làm Bộ trưởng từ ngày 14 tháng 12 năm 2023         |
| Bộ trưởng Kĩ thuật số (Digital) Bộ trưởng Nội các Đặc trách (Cải cách hành chính) | Kōno Tarō           |         | Thành viên Chúng Nghị viện Đảng Dân chủ Tự do (phái Asō)      | Phụ trách cải cách hành chính và tài chính kỹ thuật số Phụ trách Quy hoạch quốc gia Digital Garden City Cán bộ cải cách hành chính Phụ trách hệ thống công vụ quốc gia | Tiếp tục làm Bộ trưởng                                     |
| Bộ trưởng Tái thiết | Tsuchiya Shinako    |         | Thành viên Chúng Nghị viện Đảng Dân chủ Tự do (không phái)    | Phụ trách phục hồi sau vụ tai nạn hạt nhân tại Fukushima | Lần đầu tiên làm Bộ trưởng                                 |
| Chủ tịch Ủy ban Công an Quốc gia Bộ trưởng Nội các Đặc trách (Phòng chống thiên tai) (Chính sách Đại dương)                                                                                  | Matsumura Yoshifumi |         | Thành viên Tham Nghị viện Đảng Dân chủ Tự do (phái Nikai)     | Phụ trách khả năng phục hồi quốc gia Phụ trách các vấn đề lãnh thổ Phụ trách hệ thống công vụ quốc gia                                                                 | Lần đầu tiên làm Bộ trưởng                                 |
| Bộ trưởng Nội các Đặc trách (Chính sách trẻ em) (Các biện pháp đối phó với tỷ lệ sinh giảm) (Giới trẻ năng động) (Bình đẳng giới)                                                            | Ogura Masanobu      |         | Thành viên Chúng Nghị viện Đảng Dân chủ Tự do (phái Tanigaki) | Phụ trách vì sự tiến bộ của phụ nữ Phụ trách xã hội cộng sinh Chịu trách nhiệm về các biện pháp chống lại sự cô đơn và cô lập                                          | Lần đầu tiên làm Bộ trưởng                                 |
| Bộ trưởng Nội các Đặc trách (Chính sách Kinh tế và Tài khóa) | Shindō Yoshitaka    |         | Thành viên Chúng Nghị viện Đảng Dân chủ Tự do (phái Motegi)   | Phụ trách khôi phục kinh tế Chủ nghĩa tư bản mới Vấn đề khởi nghiệp Quản lý khủng hoảng bệnh truyền nhiễm Phụ trách cải cách an sinh xã hội cho mọi thế hệ             | Trở lại làm Bộ trưởng                                      |
| Bộ trưởng Nội các Đặc trách (Chiến lược "Cool Japan") (Chiến lược sở hữu trí tuệ) (Chính sách khoa học và công nghệ) (Chính sách không gian) (An ninh kinh tế)                               | Takaichi Sanae      |         | Thành viên Chúng Nghị viện Đảng Dân chủ Tự do (không phái)    | Phụ trách an ninh kinh tế | Tiếp tục làm Bộ trưởng                                     |
| Bộ trưởng Nội các Đặc trách (Okinawa và các biện pháp đối phó phía Bắc) (Vấn đề Người tiêu dùng và An toàn Thực phẩm) (Tái sinh khu vực) (Các biện pháp Ainu)                                | Jimi Hanako         |         | Thành viên Tham Nghị viện Đảng Dân chủ Tự do (phái Abe)       | Phụ trách triển lãm quốc tế | Lần đầu tiên làm Bộ trưởng                                 |

### Phó Chánh Văn phòng Nội các・Tổng giám đốc Văn phòng Pháp chế Nội các
Bổ nhiệm ngày 10 tháng 8 năm 2022.
| Chức danh                                | Cá nhân        | Cá nhân | Xuất thân (đảng phái)                                                       | Ghi chú  |
| ---------------------------------------- | -------------- | ------- | --------------------------------------------------------------------------- | -------- |
| Phó Chánh Văn phòng Nội các              | Murai Hideki   |         | Chúng Nghị viện/Đảng Dân chủ Tự do (phái Kishida)                           |          |
| Phó Chánh Văn phòng Nội các              | Moriya Hiroshi |         | Tham Nghị viện/Đảng Dân chủ Tự do (phái Kishida)                            |          |
| Phó Chánh Văn phòng Nội các              | Kuryū Shunichi |         | Văn thư/Sở Cảnh sát Quốc gia                                                | Tiếp tục |
| Tổng giám đốc Văn phòng Pháp chế Nội các | Kondō Masaharu |         | Nguyên Phó Vụ trưởng Pháp chế Nội các/Bộ Kinh tế, Thương mại và Công nghiệp | Tiếp tục |

### Cố vấn đặc biệt của Thủ tướng
Bổ nhiệm ngày 15 tháng 9 năm 2023.
| Chức danh | Cố vấn            | Cố vấn | Xuât thân (đảng phái)                             | Ghi chú                           |
| --- | ----------------- | ------ | ------------------------------------------------- | --------------------------------- |
| Cố vấn đặc biệt của Thủ tướng (Phụ trách các chính sách an ninh quốc gia quan trọng và các vấn đề giải trừ vũ khí hạt nhân và không phổ biến vũ khí hạt nhân)                                        | Ishihara Hirotaka |        | Chúng Nghị viện/Đảng Dân chủ Tự do (phái Kishida) | Bổ nhiệm ngày 13 tháng 9 năm 2023 |
| Cố vấn đặc biệt của Thủ tướng (Phụ trách khôi phục nông thôn) | Ozato Yasuhiro    |        | Chúng Nghị viện/Đảng Dân chủ Tự do (Nikai G)      | Bổ nhiệm ngày 13 tháng 9 năm 2023 |
| Cố vấn đặc biệt của Thủ tướng (Phụ trách trao quyền cho phụ nữ, người cao tuổi và các biện pháp tiêu dùng)                                                                                           | Ueno Michiko      |        | Tham Nghị viện/Đảng Dân chủ Tự do (phái Abe)      |                                   |
| Cố vấn đặc biệt của Thủ tướng (Phát triển cơ sở hạ tầng xã hội như khả năng phục hồi và tái thiết quốc gia) Đồng thời phụ trách chính sách khoa học, công nghệ, đổi mới và các vấn đề đặc biệt khác. | Mori Masafumi     |        | Không đảng                                        | Tiếp tục                          |
| Cố vấn đặc biệt của Thủ tướng (Phụ trách tiền lương và việc làm) | Yata Wakako       |        | Không đảng (nguyên Nghị sĩ Đảng Dân chủ Quốc dân) |                                   |

### Thứ trưởng
Bổ nhiệm ngày 15 tháng 9 năm 2023.
| Chức danh                                                     | Cá nhân            | Xuất thân (đảng phái)                                      | Ghi chú                                                                                   |
| ------------------------------------------------------------- | ------------------ | ---------------------------------------------------------- | ----------------------------------------------------------------------------------------- |
| Thứ trưởng Digital                                            | Ishikawa Akimasa   | Chúng Nghị viện/Đảng Dân chủ Tự do (không phái）           | Kiêm nhiệm Thứ trưởng Văn phòng Nội các                                                   |
| Thứ trưởng Tái thiết                                          | Takagi Hirohisa    | Chúng Nghị viện/Đảng Dân chủ Tự do (phái Nikai）           |                                                                                           |
| Thứ trưởng Tái thiết                                          | Hiraki Daisaku     | Tham Nghị viện/Đảng Công minh                              |                                                                                           |
| Thứ trưởng Tái thiết                                          | Dōko Shigeru       | Tham Nghị viện/Đảng Dân chủ Tự do (phái Motegi)            | Kiêm nhiệm Thứ trưởng Bộ Đất đai, Cơ sở hạ tầng, Giao thông và Du lịch, Văn phòng Nội các |
| Thứ trưởng Văn phòng Nội các                                  | Ishikawa Akimasa   | Chúng Nghị viện/Đảng Dân chủ Tự do (không phái）           | Kiêm nhiệm Thứ trưởng Digital                                                             |
| Thứ trưởng Văn phòng Nội các                                  | Ibayashi Tatsunori | Chúng Nghị viện/Đảng Dân chủ Tự do (phái Asō・Tanigaki G） |                                                                                           |
| Thứ trưởng Văn phòng Nội các                                  | Kudō Shōzō         | Chúng Nghị viện/Đảng Dân chủ Tự do (phái Asō）             |                                                                                           |
| Thứ trưởng Văn phòng Nội các                                  | Horii Manabu       | Chúng Nghị viện/Đảng Dân chủ Tự do (phái Abe）             | Thôi ngày 14 tháng 12 năm 2023                                                            |
| Thứ trưởng Văn phòng Nội các                                  | Koga Atsushi       | Chúng Nghị viện/Đảng Dân chủ Tự do (phái Kishida)          | Từ ngày 14 tháng 12 năm 2023                                                              |
| Thứ trưởng Văn phòng Nội các                                  | Iwata Kazuchika    | Chúng Nghị viện/Đảng Dân chủ Tự do (phái Kishida）         | Kiêm nhiệm Thứ trưởng Kinh tế, Thương mại và Công nghệp                                   |
| Thứ trưởng Văn phòng Nội các                                  | Sakai Tsuneyuki    | Tham Nghị viện/Đảng Dân chủ Tự do (phái Abe）              | Kiêm nhiệm Thứ trưởng Kinh tế, Thương mại và Công nghệp Thôi ngày 14 tháng 12 năm 2023    |
| Thứ trưởng Văn phòng Nội các                                  | Kōzuki Ryōsuke     | Tham Nghị viện/Đảng Dân chủ Tự do (phái Motegi)            | Từ ngày 14 tháng 12 năm 2023                                                              |
| Thứ trưởng Văn phòng Nội các                                  | Dōko Shigeru       | Tham Nghị viện/Đảng Dân chủ Tự do (phái Motegi)            | Kiêm nhiệm Thứ trưởng Bộ Đất đai, Hạ tầng, Giao thông, Du lịch và Tái thiết               |
| Thứ trưởng Văn phòng Nội các                                  | Takizawa Motomu    | Chúng Nghị viện/Đảng Dân chủ Tự do (phái Asō）             | Kiêm nhiệm Thứ trưởng Môi trường                                                          |
| Thứ trưởng Văn phòng Nội các                                  | Miyazawa Hiroyuki  | Chúng Nghị viện/Đảng Dân chủ Tự do (phái Abe）             | Kiêm nhiệm Thứ trưởng Quốc phòng Thôi ngày 14 tháng 12 năm 2023                           |
| Thứ trưởng Văn phòng Nội các                                  | Oniki Makoto       | Chúng Nghị viện/Đảng Dân chủ Tự do (phái Moriyama)         | Kiêm nhiệm Thứ trưởng Quốc phòng Từ ngày 14 tháng 12 năm 2023                             |
| Thứ trưởng Nội vụ và Truyền thông                             | Watanabe Kōichi    | Chúng Nghị viện/Đảng Dân chủ Tự do (phái Kishida）         |                                                                                           |
| Thứ trưởng Nội vụ và Truyền thông                             | Baba Narushi       | Tham Nghị viện/Đảng Dân chủ Tự do (phái Kishida）          |                                                                                           |
| Thứ trưởng Tư pháp                                            | Kakizawa Miyuki    | Chúng Nghị viện/Đảng Dân chủ Tự do (Tanigaki G）           |                                                                                           |
| Thứ trưởng Ngoại giao                                         | Tsuji Kiyoto       | Chúng Nghị viện/Đảng Dân chủ Tự do (phái Kishida）         |                                                                                           |
| Thứ trưởng Ngoại giao                                         | Horii Iwao         | Tham Nghị viện/Đảng Dân chủ Tự do (phái Abe）              | Thôi ngày 14 tháng 12 năm 2023                                                            |
| Thứ trưởng Ngoại giao                                         | Tsuge Yoshifumi    | Tham Nghị viện/Đảng Dân chủ Tự do (không phái）            | Từ ngày 14 tháng 12 năm 2023                                                              |
| Thứ trưởng Tài chính                                          | Kanda Kenji        | Chúng Nghị viện/Đảng Dân chủ Tự do (phái Abe）             | Thôi ngày 14 tháng 12 năm 2023                                                            |
| Thứ trưởng Tài chính                                          | Akazawa Ryosei     | Chúng Nghị viện/Đảng Dân chủ Tự do (Ishiba G）             | Từ ngày 14 tháng 12 năm 2023                                                              |
| Thứ trưởng Tài chính                                          | Yagura Katsuo      | Tham Nghị viện/Đảng Công minh                              |                                                                                           |
| Thứ trưởng Giáo dục, Văn hóa, Thể thao, Khoa học và Công nghệ | Aoyama Shūhei      | Chúng Nghị viện/Đảng Dân chủ Tự do (phái Abe）             | Thôi ngày 14 tháng 12 năm 2023                                                            |
| Thứ trưởng Giáo dục, Văn hóa, Thể thao, Khoa học và Công nghệ | Abe Toshiko        | Chúng Nghị viện/Đảng Dân chủ Tự do (Không phái）           | Từ ngày 14 tháng 12 năm 2023                                                              |
| Thứ trưởng Giáo dục, Văn hóa, Thể thao, Khoa học và Công nghệ | Imaeda Sōichirō    | Chúng Nghị viện/Đảng Dân chủ Tự do (phái Asō）             |                                                                                           |
| Thứ trưởng Y tế, Lao động và Phúc lợi                         | Hamachi Masakazu   | Chúng Nghị viện/Đảng Công minh                             |                                                                                           |
| Thứ trưởng Y tế, Lao động và Phúc lợi                         | Miyazaki Masahisa  | Chúng Nghị viện/Đảng Dân chủ Tự do (phái Motegi)           |                                                                                           |
| Thứ trưởng Nông nghiệp, Lâm nghiệp và Thủy sản                | Suzuki Norikazu    | Chúng Nghị viện/Đảng Dân chủ Tự do (phái Motegi)           |                                                                                           |
| Thứ trưởng Nông nghiệp, Lâm nghiệp và Thủy sản                | Takemura Nobuhide  | Chúng Nghị viện/Đảng Dân chủ Tự do (không phái）           |                                                                                           |
| Thứ trưởng Kinh tế, Thương mại và Công nghệp                  | Iwata Kazuchika    | Chúng Nghị viện/Đảng Dân chủ Tự do (phái Kishida）         | Kiêm nhiệm Thứ trưởng Văn phòng Nội các                                                   |
| Thứ trưởng Kinh tế, Thương mại và Công nghệp                  | Sakai Tsuneyuki    | Tham Nghị viện/Đảng Dân chủ Tự do (phái Abe）              | Kiêm nhiệm Thứ trưởng Văn phòng Nội các Thôi ngày 14 tháng 12 năm 2023                    |
| Thứ trưởng Kinh tế, Thương mại và Công nghệp                  | Kōzuki Ryōsuke     | Tham Nghị viện/Đảng Dân chủ Tự do (phái Motegi）           | Kiêm nhiệm Thứ trưởng Văn phòng Nội các Từ ngày 14 tháng 12 năm 2023                      |
| Thứ trưởng Đất đai, Cơ sở hạ tầng, Giao thông và Du lịch      | Kokuba Kōnosuke    | Chúng Nghị viện/Đảng Dân chủ Tự do (phái Kishida）         |                                                                                           |
| Thứ trưởng Đất đai, Cơ sở hạ tầng, Giao thông và Du lịch      | Dōko Shigeru       | Tham Nghị viện/Đảng Dân chủ Tự do (phái Motegi)            | Kiêm nhiệm Thứ trưởng Bộ Tái thiết, Văn phòng Nội các                                     |
| Thứ trưởng Môi trường                                         | Yagi Tetsuya       | Chúng Nghị viện/Đảng Dân chủ Tự do (Ishiba G）             |                                                                                           |
| Thứ trưởng Môi trường                                         | Takisawa Motome    | Chúng Nghị viện/Đảng Dân chủ Tự do (phái Asō）             | Kiêm nhiệm Thứ trưởng Văn phòng Nội các                                                   |
| Thứ trưởng Quốc phòng                                         | Miyazawa Hiroyuki  | Chúng Nghị viện/Đảng Dân chủ Tự do (phái Abe）             | Kiêm nhiệm Thứ trưởng Văn phòng Nội các                                                   |
| Thứ trưởng Quốc phòng                                         | Oniki Makoto       | Chúng Nghị viện/Đảng Dân chủ Tự do (phái Moriyama)         | Kiêm nhiệm Thứ trưởng Văn phòng Nội các                                                   |

### Thư ký Nghị viện Bộ trưởng
Bổ nhiệm ngày 15 tháng 9 năm 2023.
| Chức danh                                                                     | Thư ký            | Xuất thân (đảng phái)                              | Ghi chú |
| ----------------------------------------------------------------------------- | ----------------- | -------------------------------------------------- | --- |
| Thư ký Nghị viện Bộ trưởng Digital                                            | Tsuchida Shin     | Chúng Nghị viện/Đảng Dân chủ Tự do (phái Asō）     | Kiêm nhiệm Thư ký Nghị viện Bộ trưởng Văn phòng Nội các                                                                           |
| Thư ký Nghị viện Bộ trưởng Tái thiết                                          | Hiranuma Shōjirō  | Chúng Nghị viện/Đảng Dân chủ Tự do (phái Nikai）   | Kiêm nhiệm Thư ký Nghị viện Bộ trưởng Văn phòng Nội các                                                                           |
| Thư ký Nghị viện Bộ trưởng Tái thiết                                          | Yamada Tarō       | Tham Nghị viện/Đảng Dân chủ Tự do (không phái）    | Kiêm nhiệm Thư ký Nghị viện Bộ trưởng Giáo dục, Văn hóa, Thể thao, Khoa học và Công nghệ Thôi ngày 26 tháng 10 năm 2023           |
| Thư ký Nghị viện Bộ trưởng Tái thiết                                          | Honda Akiko       | Tham Nghị viện/Đảng Dân chủ Tự do (không phái）    | Kiêm nhiệm Thư ký Nghị viện Bộ trưởng Giáo dục, Văn hóa, Thể thao, Khoa học và Công nghệ Từ ngày 26 tháng 10 năm 2023             |
| Thư ký Nghị viện Bộ trưởng Tái thiết                                          | Ishii Taku        | Chúng Nghị viện/Đảng Dân chủ Tự do (phái Abe）     | Kiêm nhiệm Thư ký Nghị viện Bộ trưởng Kinh tế, Thương mại và Công nghiệp, Thư ký Nghị viện Bộ trưởng Văn phòng Nội các            |
| Thư ký Nghị viện Bộ trưởng Tái thiết                                          | Katō Ryūshō       | Chúng Nghị viện/Đảng Dân chủ Tự do (phái Abe）     | Kiêm nhiệm Thư ký Nghị viện Bộ trưởng Đất đai, Cơ sở hạ tầng, Giao thông và Du lịch, Thư ký Nghị viện Bộ trưởng Văn phòng Nội các |
| Thư ký Nghị viện Bộ trưởng Văn phòng Nội các                                  | Tsuchida Shin     | Chúng Nghị viện/Đảng Dân chủ Tự do (phái Asō）     | Kiêm nhiệm Thư ký Nghị viện Bộ trưởng Digital                                                                                     |
| Thư ký Nghị viện Bộ trưởng Văn phòng Nội các                                  | Kanda Jun'ichi    | Chúng Nghị viện/Đảng Dân chủ Tự do (phái Kishida） | |
| Thư ký Nghị viện Bộ trưởng Văn phòng Nội các                                  | Koga Yūichirō     | Tham Nghị viện/Đảng Dân chủ Tự do (phái Kishida）  | |
| Thư ký Nghị viện Bộ trưởng Văn phòng Nội các                                  | Hiranuma Shōjirō  | Chúng Nghị viện/Đảng Dân chủ Tự do (phái Nikai）   | Kiêm nhiệm Thư ký Nghị viện Bộ trưởng Tái thiết                                                                                   |
| Thư ký Nghị viện Bộ trưởng Văn phòng Nội các                                  | Yoshida Nobuhiro  | Chúng Nghị viện/Đảng Công minh                     | Kiêm nhiệm Thư ký Nghị viện Bộ trưởng Kinh tế, Thương mại và Công nghiệp                                                          |
| Thư ký Nghị viện Bộ trưởng Văn phòng Nội các                                  | Ishii Taku        | Chúng Nghị viện/Đảng Dân chủ Tự do (phái Abe）     | Kiêm nhiệm Thư ký Nghị viện Bộ trưởng Kinh tế, Thương mại và Công nghiệp, Kiêm nhiệm Thư ký Nghị viện Bộ trưởng Tái thiết         |
| Thư ký Nghị viện Bộ trưởng Văn phòng Nội các                                  | Katō Ryūshō       | Chúng Nghị viện/Đảng Dân chủ Tự do (phái Abe）     | Kiêm nhiệm Thư ký Nghị viện Bộ trưởng Đất đai, Cơ sở hạ tầng, Giao thông và Du lịch, Thư ký Nghị viện Bộ trưởng Tái thiết         |
| Thư ký Nghị viện Bộ trưởng Văn phòng Nội các                                  | Kunisada Isato    | Chúng Nghị viện/Đảng Dân chủ Tự do (phái Nikai）   | Kiêm nhiệm Thư ký Nghị viện Bộ trưởng Môi trường                                                                                  |
| Thư ký Nghị viện Bộ trưởng Văn phòng Nội các                                  | Miyake Shingo     | Chúng Nghị viện/Đảng Dân chủ Tự do (không phái）   | Kiêm nhiệm Thư ký Nghị viện Bộ trưởng Quốc phòng                                                                                  |
| Thư ký Nghị viện Bộ trưởng Nội vụ và Truyền thông                             | Komori Takurō     | Chúng Nghị viện/Đảng Dân chủ Tự do (phái Abe）     | |
| Thư ký Nghị viện Bộ trưởng Nội vụ và Truyền thông                             | Hasegawa Junji    | Chúng Nghị viện/Đảng Dân chủ Tự do (không phái）   | |
| Thư ký Nghị viện Bộ trưởng Nội vụ và Truyền thông                             | Funabashi Toshimi | Chúng Nghị viện/Đảng Dân chủ Tự do (phái Asō）     | |
| Thư ký Nghị viện Bộ trưởng Tư pháp                                            | Nakano Hideyuki   | Chúng Nghị viện/Đảng Dân chủ Tự do (phái Nikai）   | |
| Thư ký Nghị viện Bộ trưởng Ngoại giao                                         | Takamura Masahiro | Chúng Nghị viện/Đảng Dân chủ Tự do (phái Asō）     | |
| Thư ký Nghị viện Bộ trưởng Ngoại giao                                         | Fukazawa Yōichi   | Chúng Nghị viện/Đảng Dân chủ Tự do (phái Kishida） | |
| Thư ký Nghị viện Bộ trưởng Ngoại giao                                         | Hosaka Yasushi    | Chúng Nghị viện/Đảng Dân chủ Tự do (không phái）   | |
| Thư ký Nghị viện Bộ trưởng Tài chính                                          | Seto Ryūichi      | Chúng Nghị viện/Đảng Dân chủ Tự do (phái Asō）     | |
| Thư ký Nghị viện Bộ trưởng Tài chính                                          | Satō Kei          | Tham Nghị viện/Đảng Dân chủ Tự do (phái Abe）      | Thôi ngày 14 tháng 12 năm 2023 |
| Thư ký Nghị viện Bộ trưởng Tài chính                                          | Shindō Kanehiko   | Tham Nghị viện/Đảng Dân chủ Tự do (phái Nikai）    | Từ ngày 14 tháng 12 năm 2023 |
| Thư ký Nghị viện Bộ trưởng Giáo dục, Văn hóa, Thể thao, Khoa học và Công nghệ | Yasue Nobuo       | Tham Nghị viện/Đảng Công minh                      | |
| Thư ký Nghị viện Bộ trưởng Giáo dục, Văn hóa, Thể thao, Khoa học và Công nghệ | Yamada Tarō       | Tham Nghị viện/Đảng Dân chủ Tự do (không phái）    | Kiêm nhiệm Thư ký Nghị viện Bộ trưởng Tái thiết Thôi ngày 26 tháng 10 năm 2023                                                    |
| Thư ký Nghị viện Bộ trưởng Giáo dục, Văn hóa, Thể thao, Khoa học và Công nghệ | Honda Akiko       | Tham Nghị viện/Đảng Dân chủ Tự do (không phái）    | Kiêm nhiệm Thư ký Nghị viện Bộ trưởng Tái thiết Thôi ngày 26 tháng 10 năm 2023                                                    |
| Thư ký Nghị viện Bộ trưởng Y tế, Lao động và Phúc lợi                         | Shiozaki Akihisa  | Chúng Nghị viện/Đảng Dân chủ Tự do (phái Abe）     | |
| Thư ký Nghị viện Bộ trưởng Y tế, Lao động và Phúc lợi                         | Miura Yasushi     | Tham Nghị viện/Đảng Dân chủ Tự do (phái Motegi)    | |
| Thư ký Nghị viện Bộ trưởng Nông nghiệp, Lâm nghiệp và Thủy sản                | Takahashi Mitsuo  | Tham Nghị viện/Đảng Công minh                      | |
| Thư ký Nghị viện Bộ trưởng Nông nghiệp, Lâm nghiệp và Thủy sản                | Maitachi Shōji    | Tham Nghị viện/Đảng Dân chủ Tự do (Ishiba G）      | |
| Thư ký Nghị viện Bộ trưởng Kinh tế, Thương mại và Công nghệp                  | Yoshida Nobuhiro  | Chúng Nghị viện/Đảng Công minh                     | Kiêm nhiệm Thư ký Nghị viện Bộ trưởng Văn phòng Nội các                                                                           |
| Thư ký Nghị viện Bộ trưởng Kinh tế, Thương mại và Công nghệp                  | Ishii Taku        | Chúng Nghị viện/Đảng Dân chủ Tự do (phái Abe）     | Kiêm nhiệm Thư ký Nghị viện Bộ trưởng Tái thiết, Văn phòng Nội các                                                                |
| Thư ký Nghị viện Bộ trưởng Đất đai, Cơ sở hạ tầng, Giao thông và Du lịch      | Ishibashi Rintarō | Chúng Nghị viện/Đảng Dân chủ Tự do (phái Kishida） | |
| Thư ký Nghị viện Bộ trưởng Đất đai, Cơ sở hạ tầng, Giao thông và Du lịch      | Koyari Takashi    | Tham Nghị viện/Đảng Dân chủ Tự do (phái Kishida）  | |
| Thư ký Nghị viện Bộ trưởng Đất đai, Cơ sở hạ tầng, Giao thông và Du lịch      | Katō Ryūshō       | Chúng Nghị viện/Đảng Dân chủ Tự do (phái Abe）     | Kiêm nhiệm Thư ký Nghị viện Bộ trưởng Tái thiết, Văn phòng Nội các                                                                |
| Thư ký Nghị viện Bộ trưởng Môi trường                                         | Asahi Kentarō     | Chúng Nghị viện/Đảng Dân chủ Tự do (không phái）   | |
| Thư ký Nghị viện Bộ trưởng Môi trường                                         | Kunisada Isato    | Chúng Nghị viện/Đảng Dân chủ Tự do (phái Nikai）   | Kiêm nhiệm Thư ký Nghị viện Bộ trưởng Văn phòng Nội các                                                                           |
| Thư ký Nghị viện Bộ trưởng Quốc phòng                                         | Matsumoto Takashi | Chúng Nghị viện/Đảng Dân chủ Tự do (phái Abe）     | |
| Thư ký Nghị viện Bộ trưởng Quốc phòng                                         | Miyake Shingo     | Chúng Nghị viện/Đảng Dân chủ Tự do (không phái）   | Kiêm nhiệm Thư ký Nghị viện Bộ trưởng Văn phòng Nội các                                                                           |

## Thống kê phe phái
| Phe cánh      | Số người | Bộ trưởng    | Thứ trưởng   | Thư ký Nghị viện | Phụ tá | Ghi chú |
| ------------- | -------- | ------------ | ------------ | ---------------- | ------ | --- |
| Phái Abe      | 99       | 4→0          | 6→5→0        | 6→5→3→0          | 1→0    | |
| Phái Asō      | 55       | 4→5          | 4            | 4                | 0      | Phó Chủ tịch Đảng Dân chủ Tự do |
| Phái Motegi   | 55       | 3            | 3→4          | 1                | 0      | Tổng thư ký Đảng Dân chủ Tự do, Lãnh đạo tại Tham Nghị viện, Nghị trưởng Chúng Nghị viện, Nghị trưởng Tham Nghị viện |
| Không phái    | 54       | 2→3→4→8→9→10 | 2→4→10→11→14 | 6→7→11→12→15→16  | 0→1→2  | Tổng thư ký Đảng Dân chủ Tự do |
| Phái Kishida  | 46       | 3→4→0        | 5→6→0        | 4→0              | 1→0    | Chủ tịch Đảng Dân chủ Tự do, Tổng Hội đồng Đảng Dân chủ Tự do, Chủ tịch Ủy ban nghiên cứu chính sách của Đảng Dân chủ Tự do, Chủ tịch Ủy ban bầu cử Đảng Dân chủ Tự do, Quyền Tổng thư ký, Chủ tịch Ủy ban Quốc hội của Đảng Dân chủ Tự do |
| Phái Nikai    | 42       | 2→1          | 1            | 3→4→3→4          | 0      | |
| Tanigaki G    | 9        | 1→0          | 1→0          | 0                | 1→0    | |
| Ishiba G      | 8        | 0            | 1→2→3→0      | 1→0              | 0      | |
| Phái Moriyama | 8        | 0→1→0        | 0→1→0        | 0                | 0      | |
| Công minh     | 59       | 1            | 3            | 3                | 0      | |
| Độc lập       | /        | 0            | 0            | 0                | 2      | |
| Tổng          | /        | 20           | 26           | 28               | 5→4    | / |

※Nghị trưởng Chúng Nghị viện Nukaga Fukushirō (phái Motegi) và Nghị trưởng Tham Nghị viện Otsuji Hidehisa (phái Motegi) đều được đưa vào thành viên của phái, theo thông lệ.
※Các thành viên phái Nikai bao gồm Mitazono Satoshi độc lập.
※Nhóm Tanigaki và nhóm Ishiba loại trừ các thành viên có liên kết với các phe phái khác.